# Arthur Barth (Mediziner)

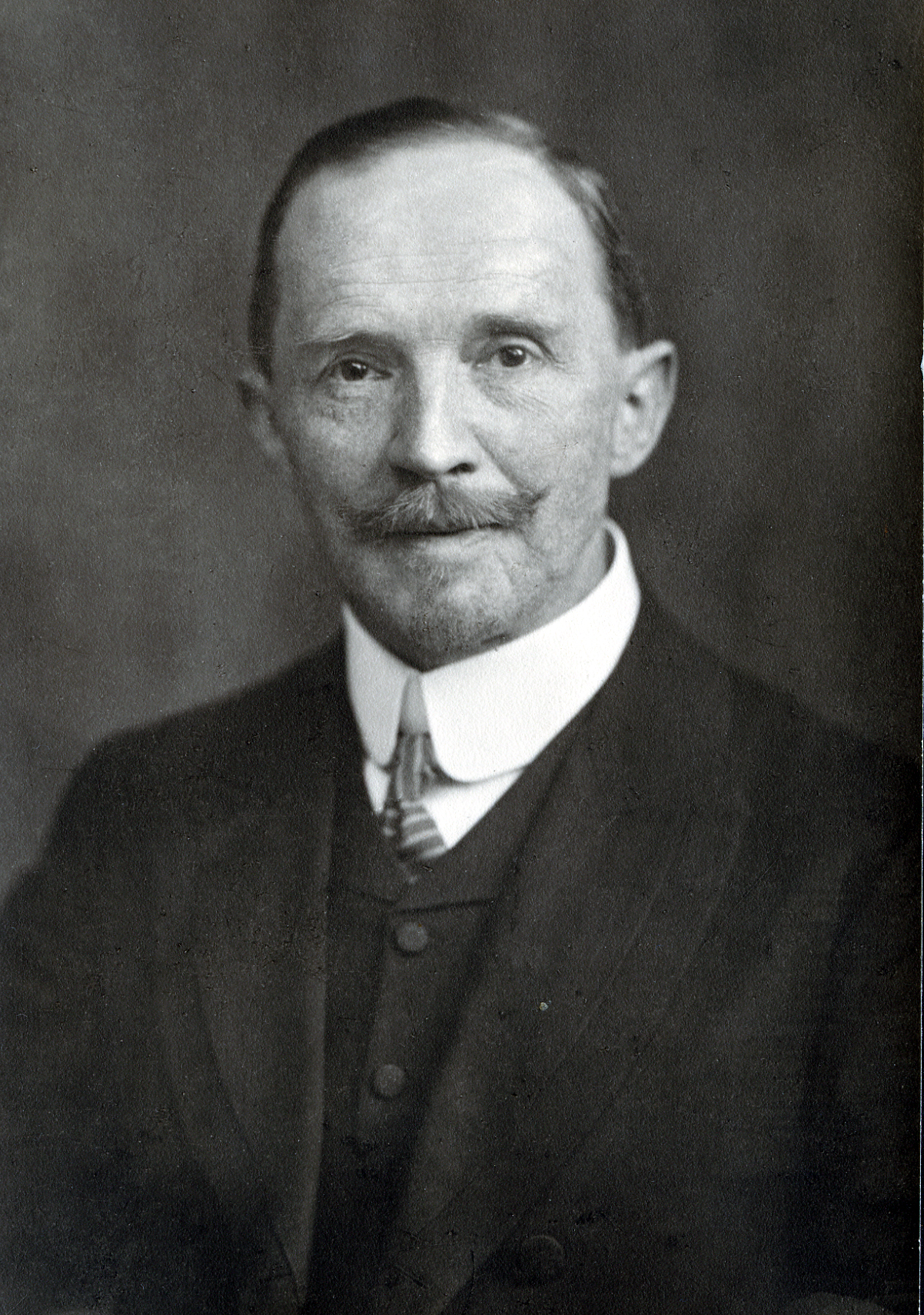
Arthur Barth

Arthur Barth (* 20. Februar 1858 in Untergreißlau, Provinz Sachsen; † 7. Mai 1927 in Schwerin) war ein deutscher Chirurg.

## Leben
Barths Vater Franz Barth war praktischer Arzt in Naumburg (Saale). Nachdem er die Arztpraxis verkauft hatte, betrieb er Landwirtschaft auf seinem Besitz. Dort verbrachte Arthur Barth eine unbeschwerte Kindheit. Seine ersten Lehrer waren die Gouvernante, eine Grundschullehrerin und sein Vater. 1868 kam er auf die Schule in Weißenfels und 1870 auf die Landesschule Pforta. Nach dem Abitur begann er 1877 an der Universität Jena Medizin  zu studieren. Er wechselte an die Philipps-Universität Marburg und die Friedrich-Wilhelms-Universität Berlin. Nach dem Staatsexamen wurde er 1882 in Jena zum Dr. med. promoviert. In Dresden und Wien absolvierte er einen Kurs in Geburtshilfe. „In zahllosen Kliniken ganz Deutschlands“ lernte er die Chirurgie kennen.
1883/84 war er Volontärassistent bei Ernst Küster am Kaiserin-Augusta-Hospital in Berlin. 1884/85 arbeitete er am Stadtkrankenhaus Danzig. Anschließend kehrte er als Assistenzarzt an das Augusta-Hospital zurück. Als Küster 1890 den Ruf nach Marburg annahm, folgte ihm Barth als Erster Assistent. 1891 wurde er stellvertretender Klinikdirektor. Er habilitierte sich 1892 und wurde Privatdozent. 1896 zum a.o. Professor ernannt, kehrte er im selben Jahr nach Danzig zurück. Über 25 Jahre war er Chefarzt und Direktor der Chirurgischen Klinik vom Städtischen Krankenhaus, aus dem 1935 die Medizinische Akademie Danzig hervorging. Barth war ein anerkannter Spezialist für Gelenk-, Bauch- und Kieferchirurgie; sein Hauptinteresse galt aber der Nieren- und Prostatachirurgie. 1907 gehörte er mit Ludwik Rydygier zu den Gründern der Deutschen Gesellschaft für Urologie.
Verheiratet war er mit Charlotte geb. Nebelthau, Tochter von Friedrich Nebelthau. Mit ihr hatte er fünf wohlgeratene Kinder. Beim Ausbruch des Ersten Weltkrieges wurden die beiden Söhne zum Deutschen Heer einberufen und an die Kriegsfronten geschickt. Der Sohn Helmut Barth fiel. Von der Obersten Heeresleitung als Beratender Chirurg zum XVII. Armee-Korps (Deutsches Kaiserreich) beordert, kam Barth ebenfalls an die Fronten in Polen und Frankreich. Vom Verlust seines Sohnes und dem Kriegsausgang schwer getroffen, zog sich Barth eine grippale Myokarditis zu. 66-jährig musste er deshalb die Chirurgie aufgeben. Er zog nach Schwerin, wo er seine Lebenserinnerungen für die Familie schrieb und mit 69 Jahren starb. Er wurde in Lübeck kremiert; der Verbleib der Bestattungsurne ist unbekannt.
Seine Tochter Ingeborg war die Ehefrau des Generals Walther von Seydlitz-Kurzbach. Ein Sohn war Eberhard Barth. Christian A. Barth ist ein Enkel.

## Corps

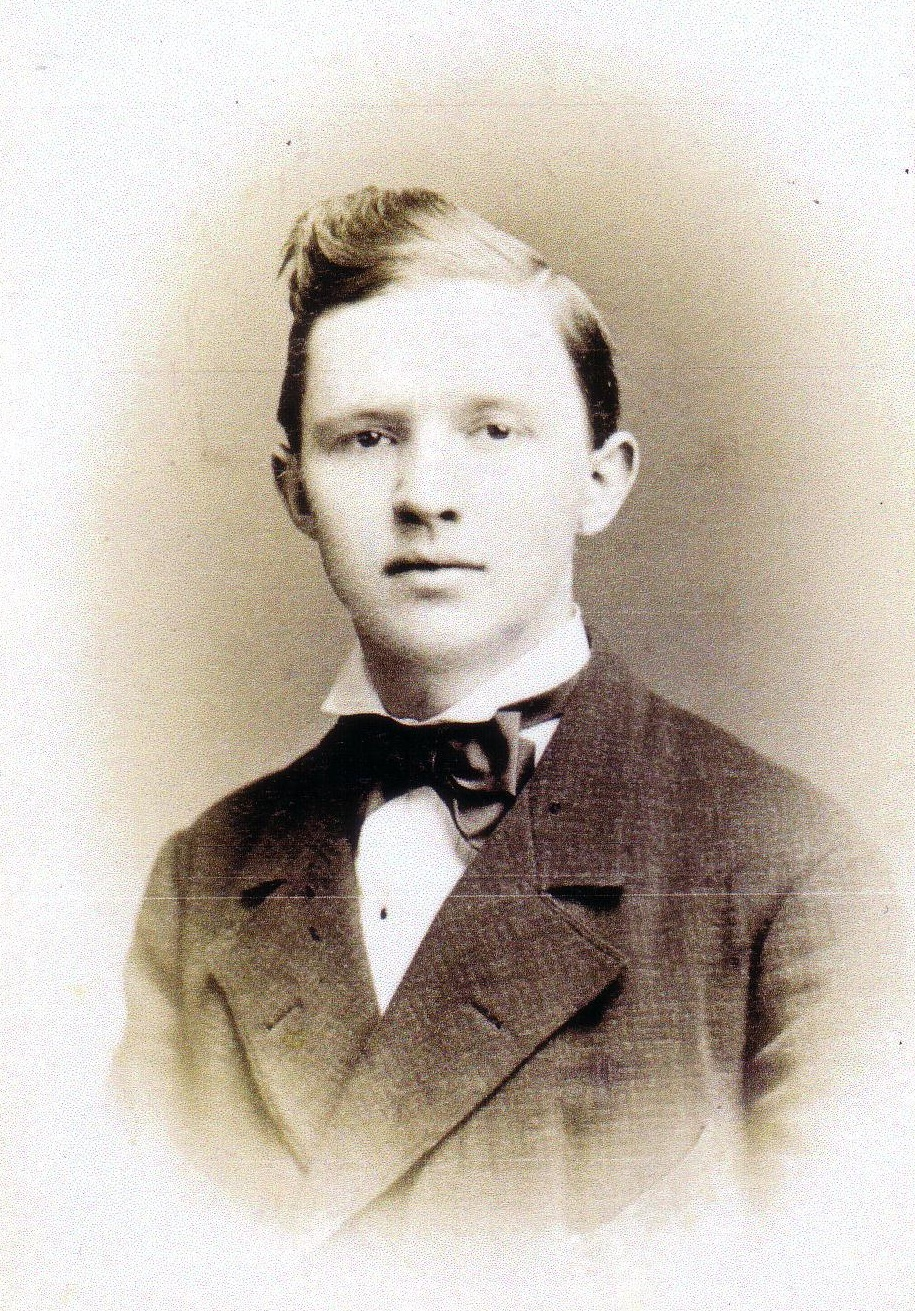
Barth als Gymnasiast

Wie seine Brüder Max Barth und Richard Barth (1855–1885) war Barth Mitglied des Corps Franconia Jena. Am 9. Dezember 1877 recipiert, war er über das ganze Studium aktiv. Über Barth schrieb Friedrich Schäfer, Leiter des Archivs der Ev. Landeskirche Thüringen: „Das Corps verdankt ihm unschätzbar viel und würdigte anläßlich des 100. Stiftungsfestes seine außergewöhnlichen Verdienste durch Verleihung der Ehrenmitgliedschaft.“

## Ehrungen
- Eisernes Kreuz 2. Klasse
- Eisernes Kreuz 1. Kl.
- Geheimer Medizinalrat (1916)
- Ehrenmitglied des Corps Franconia Jena (1921)

## Schriften
- Über histologische Befunde nach Knochenimplantation. In: Archiv für klinische Chirurgie 46 (1893), S. 409–417
- Über Osteoplastik in histologischer Beziehung. In: Archiv für klinische Chirurgie 48 (1894), S. 466–477
- Über künstliche Erzeugung von Knochengewebe. In: Berliner Klinische Wochenschrift 33 (1896), S. 8–11
- Die Entstehung und das Wachstum der freien Gelenkkörper, 1898
- Meine Universitätszeit, 1931 (postum)